# Toyota Probox
Toyota Probox — пятидверный лёгкий коммерческий автомобиль с кузовом «универсал», выпускаемый компанией «Toyota» с июля 2002 года. Производителем позиционировался как автомобиль для коммерческих перевозок небольших партий груза, однако благодаря простому, но элегантному дизайну, а также низкой цене, завоевал популярность и среди потребителей, не связанных с такими перевозками.

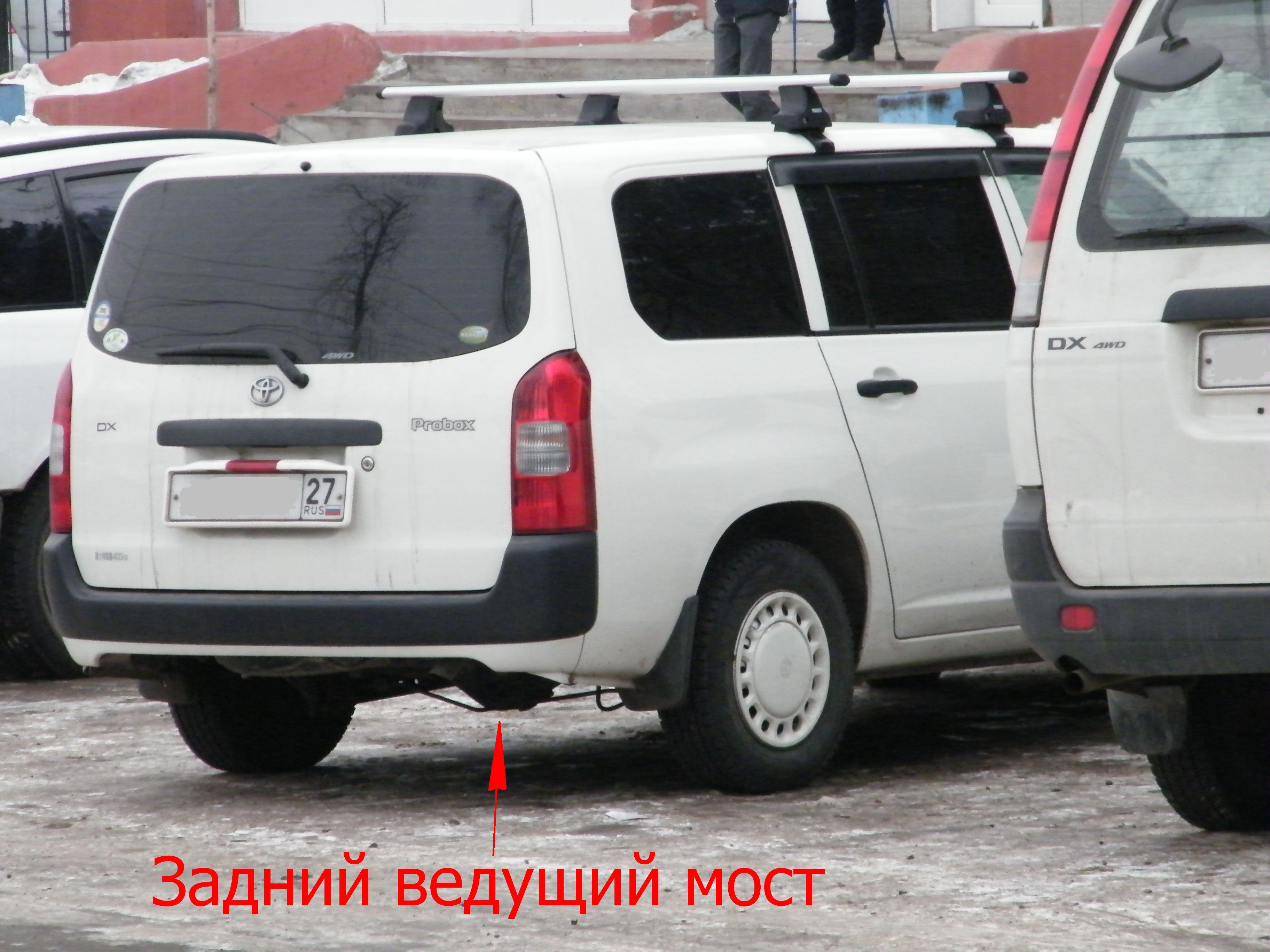
Toyota Probox 4WD, виден ведущий задний мост.

Toyota Probox выпускается в двух вариантах: пассажирский и грузо-пассажирский. Пассажирский вариант комплектуется только полуторалитровым двигателем 1NZ-FE, а грузопассажирский — также двигателем меньшего объёма 2NZ-FE и дизельным двигателем 1ND-TV. Основные отличия заключаются в отделке салона и конструкции передних сидений.
Оба варианта могут быть оснащены как автоматической гидромеханической, так и механической коробкой передач. Выпускается также полноприводный вариант Toyota Probox 4WD, от расположенной поперечно коробки передач к заднему мосту идёт карданный вал.
В Россию автомобиль официально не поставляется, поэтому распространён в основном в Сибири и на Дальнем Востоке России (в праворульном варианте).

## Технические характеристики
- Размерность колёс — 165/80/R13
- Передняя подвеска — типа «Макферсон»
- Задняя подвеска — четырехрычажная с цилиндрической пружиной
- Радиус разворота — 5,2 м
- Передние тормоза — дисковые, вентилируемые
- Задние тормоза — барабанные